# Tower Grove Park

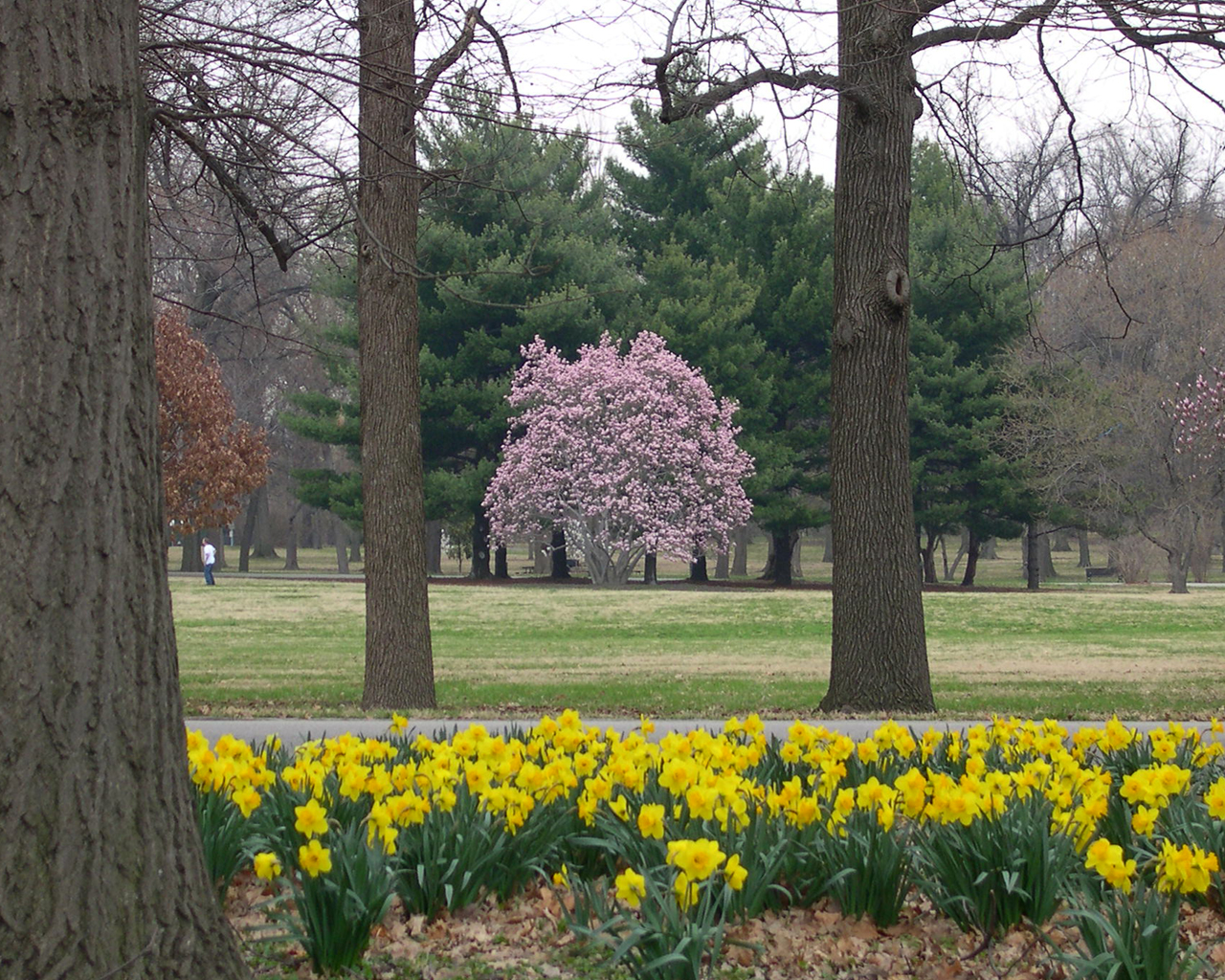
Vista di Tower Grove Park

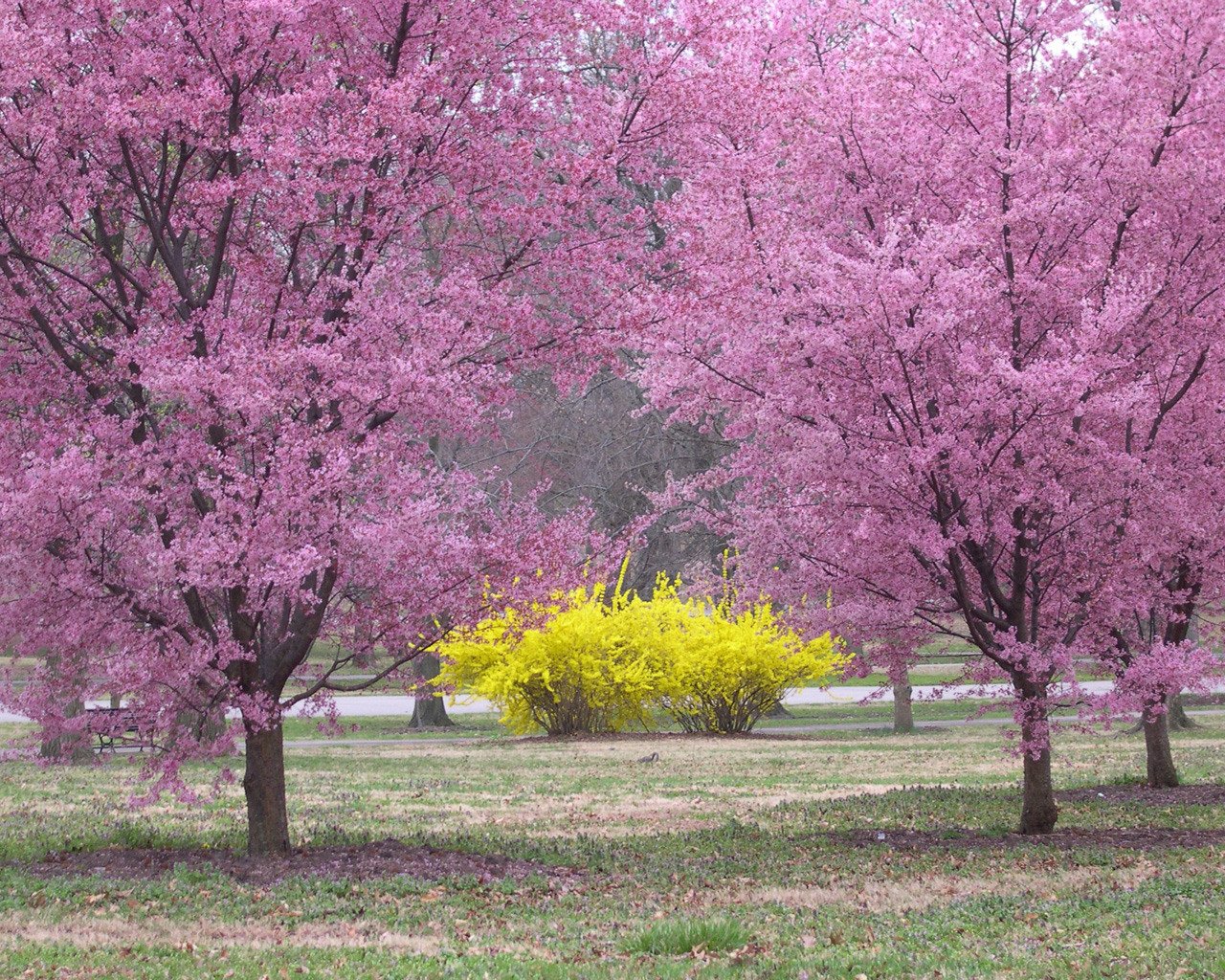
Vista di Tower Groove Park

Tower Grove Park è stato ceduto come regalo alla città di Saint Louis da parte del benefattore e amante della botanica Henry Shaw nel 1868. Si trova accanto al Giardino Botanico del Missouri, un altro dei retaggi di Shaw.
Il parco possiede undici padiglioni e offre spazio per numerose attività, dai picnic alle cerimonie di nozze.
Il parco contiene circa 400 specie di alberi e arbusti. L'estensione del parco è di 289 acri (1,2 km²).
Il giardino e i suoi padiglioni sono stati disegnati nel 1875 dall'équipe di architettura di "Gurney, James, Sr.; et al." in stile neoclassico, neogotico e morisco. È stato designato come National Historic Landmark il 20 dicembre 1989, e inscritto dal 17 marzo 1972 con il numero 72001556 nel National Register of Historic Places.